# Mozaїka
Mozaїка — второй студийный альбом украинской электро-фолк группы ONUKA, изданный 22 марта 2018 года на лейбле Vidlik Records и презентованный 7 декабря в киевском концерт-холле «Stereo Plaza». 5 ноября 2018 года альбом был выпущен на грампластинке.

## История создания
Новый альбом продолжает и развивает идеи двух прежних релизов проекта. По словам Наты Жижченко, MOZAЇKA — это история про череду удивительных совпадений, стечений обстоятельств и символов.
По задумке, MOZAЇKA — это цельное полотно, собранное из сотен мелких деталей и фрагментов. Через весь альбом проходит два основных лейтмотива. Первый — личная история Наты. Её переживания, чувства, воспоминания. Посвящения любимому человеку и бабушке; верным друзьям и музыкальным кумирам детства.
Второй лейтмотив — реакция Наты на окружающие события и явления. Эпохальное воздвижение арки над четвёртым реактором Чернобыльской АЭС. Событие века, описанное ещё в документальной зарисовке Mainland. И здесь же, антивоенный манифест GUNS DON’T SHOOT: стреляет не оружие, стреляет человек.
Каждая песня альбома — цельное, концептуально завершенное послание. MOZAЇKA — не просто альбом. Это интерактивный проект, в котором музыка, видео, фото, послания образуют единое целое.
В сентябре 2018 года был презентован клип на трек STRUM из альбома MOZAЇKA созданный совместно с Аланом Бадоевым. Клип был  снят на мусорном полигоне в Подгорцах возле Киева; в нём затрагивается проблема загрязнения окружающей среды бытовым мусором. Презентация видео прошла на станции сортировки мусора, а средства от Youtube-монетизации планируется перечислить общественной организации «Україна без сміття».

## Награды
18 декабря стало известно, что альбом Mozaїka номинирован на украинскую музыкальную премию YUNA-2019 в номинации «Лучший альбом».

## Список композиций
| №   | Название           | Длительность |
| --- | ------------------ | ------------ |
| 1.  | «Vsesvit»          | 4:02         |
| 2.  | «Golos»            | 4:10         |
| 3.  | «Animal»           | 4:27         |
| 4.  | «Strum»            | 4:43         |
| 5.  | «Хто»              | 4:07         |
| 6.  | «Arka»             | 1:33         |
| 7.  | «Guns Don’t Shoot» | 4:46         |
| 8.  | «Alone»            | 4:46         |
| 9.  | «All Friends»      | 3:19         |
| 10. | «Vatra»            | 6:24         |

| №   | Название               | Длительность |
| --- | ---------------------- | ------------ |
| 1.  | «Vsesvit (A)»          | 4:02         |
| 2.  | «Golos (A)»            | 4:10         |
| 3.  | «Animal (A)»           | 4:27         |
| 4.  | «Strum (A)»            | 4:43         |
| 5.  | «Хто (A)»              | 4:07         |
| 6.  | «Arka (B)»             | 1:33         |
| 7.  | «Guns Don’t Shoot (B)» | 4:46         |
| 8.  | «Alone (B)»            | 4:46         |
| 9.  | «All Friends (B)»      | 3:19         |
| 10. | «Vatra (B)»            | 6:24         |

## История релиза
| Регион  | Дата          | Лейбл          | Формат           |
| ------- | ------------- | -------------- | ---------------- |
| Украина | 22 марта 2018 | Vidlik Records | ЦД, Компакт-диск |
| Украина | 5 ноября 2018 | Vidlik Records | ГП               |